# Serrucho de costilla

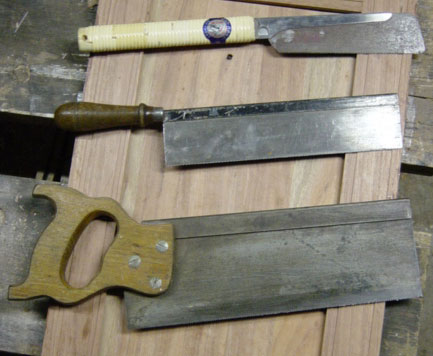
Tres tipos de serrucho de costilla.

El serrucho de costilla es una herramienta similar al serrucho, diferenciándose de este por llevar un refuerzo de metal llamado costilla en la parte superior de la hoja, para que esta no se doble cuando se esté usando, lo que permite hacer los cortes rectos. Tiene como inconveniente el hecho de que la costilla, en los cortes profundos, puede presentar dificultad para introducirse en el propio corte.

Se utiliza principalmente para cortes que necesitan precisión; también para cortar maderas gruesas y en línea recta. Se usa también mucho para realizar cortes en inglete utilizando como pieza auxiliar la caja de ingletar.

## Seguridad
Se deben tener ciertas medidas de seguridad al  utilizar la herramienta:
- No utilizar guantes no es de riesgo
- Evitar soplar directamente la viruta y usar gafas de seguridad para evitar el contacto de esta con los ojos.

Complementos:
Ingleteadora para cortes de 45º y 90º
- Datos: Q1402035
- Multimedia: Back saws / Q1402035